# Giacomo Carboni
Giacomo Carboni, italijanski general, * 1889, † 1973.